# Hans Hofmann (Radsportler)
Hans Hofmann (* 17. April 1867 in München; † 5. Oktober 1920) war ein deutscher Radsportler.
Hofmann erlernte 1887 auf einem Hochrad das Radfahren. 1889 gewann er in München sein erstes Straßenradrennen.
1893 wurde Hans Hofmann deutscher Vize-Meister im Sprint auf dem Hochrad; im Zeitfahren über zehn Kilometer belegte er Rang drei. 1894 wurde er hinter August Lehr deutscher Vize-Meister im Sprint der Amateure, jetzt auf dem Niederrad.
Anschließend wurde Hofmann Profi und im Jahr darauf deutscher Vize-Meister im Sprint, erneut hinter Lehr. Ebenfalls 1895 errang er bei den Bahn-Weltmeisterschaften in Köln die Bronzemedaille im Steherrennen hinter seinem Schrittmacher Eisenrichter. 1896 zog er sich vom aktiven Radsport zurück und übernahm die Leitung der Radrennbahnen in München (Nymphenburg) und der Praterbahn in Wien.